# Vanessa Sena
Vanessa Sena (* 30. Mai 2005) ist eine brasilianische Leichtathletin, die sich auf den Weitsprung spezialisiert hat und auch im Sprint an den Start geht. Mit der brasilianischen 4-mal-100-Meter-Staffel wurde sie 2025 in Mar del Plata Südamerikameisterin.

## Sportliche Laufbahn
Erste Erfahrungen bei internationalen Meisterschaften sammelte Vanessa Sena im Jahr 2021, als sie bei den U20-Südamerikameisterschaften in Lima mit 5,93 m die Bronzemedaille im Weitsprung gewann. Anschließend siegte sie mit 6,15 m bei den U18-Südamerikameisterschaften in Encarnación. Im Jahr darauf siegte sie bei den Südamerikanischen Jugendspielen mit 6,23 m im Weitsprung sowie in 24,40 s im 200-Meter-Lauf. Anschließend schied sie bei den U20-Weltmeisterschaften in Cali mit 6,08 m in der Qualifikationsrunde im Weitsprung aus und wurde mit der brasilianischen 4-mal-100-Meter-Staffel im Vorlauf disqualifiziert. Daraufhin siegte sie in 11,56 s im 100-Meter-Lauf bei den U18-Südamerikameisterschaften in São Paulo sowie mit 6,39 m auch im Weitsprung. Kurz darauf gewann sie bei den U23-Südamerikameisterschaften in Cascavel mit 6,15 m die Bronzemedaille im Weitsprung hinter der Chilenin Rocío Muñoz und ihrer Landsfrau Lissandra Campos. Zudem gewann sie im Staffelbewerb in 44,57 s die Silbermedaille hinter dem ecuadorianischen Team. 2023 siegte sie bei den U20-Südamerikameisterschaften in Bogotá mit 6,20 m im Weitsprung sowie in 44,81 s auch in der 4-mal-100-Meter-Staffel. Anschließend gewann sie bei den U20-Panamerikameisterschaften in Mayagüez mit 6,17 m die Silbermedaille im Weitsprung und belegte in 11,84 s den fünften Platz über 100 Meter. Im Jahr darauf siegte sie mit 6,17 m bei den U20-Südamerikameisterschaften in Lima im Weitsprung sowie in 46,15 s im Staffelbewerb. Zudem gewann sie in 11,86 s die Bronzemedaille über 100 Meter. Anschließend gelangte sie bei den U20-Weltmeisterschaften ebendort mit 5,99 m auf den elften Platz im Weitsprung und schied über 100 Meter mit 11,76 s im Halbfinale aus. Zudem wurde sie im Staffelbewerb im Vorlauf disqualifiziert. Daraufhin siegte sie bei den U23-Südamerikameisterschaften in Bucaramanga mit 6,22 m im Weitsprung sowie in 45,60 s in der 4-mal-100-Meter-Staffel.
2025 siegte sie bei den Südamerikameisterschaften in Mar del Plata in 44,35 s gemeinsam mit Gabriela Mourão, Daniele Campigotto und Lorraine Martins in der 4-mal-100-Meter-Staffel. Anschließend schied sie bei den World University Games in Bochum mit 20,45 s in der ersten Runde über 100 Meter aus und verpasste im Weitsprung mit 6,08 m den Finaleinzug.

## Persönliche Bestzeiten
- 100 Meter: 11,56 s (0,0 m/s), 9. September 2022 in São Paulo
- 200 Meter: 24,03 s (+0,8 m/s), 24. April 2022 in São Paulo
- Weitsprung: 6,46 m (+0,9 m/s), 12. April 2025 in Bragança Paulista